# Knihovna Univerzity Palackého v Olomouci
Knihovna Univerzity Palackého v Olomouci (KUP) je akademická knihovna. Slouží studentům, akademickým pracovníkům i široké veřejnosti. Tematicky je fond knihovny zaměřen na obory, které se studují na Univerzitě Palackého v Olomouci (UP).
Hlavním mottem KUP je výrok Jana Amose Komenského „Ze zbrojnic udělejte biblioték“. Inspirací mu byla vojenská minulost tereziánské zbrojnice, ve které se nachází Ústředí KUP a největší výpůjční oddělení – pobočka Zbrojnice.

## Historie

### Knihovna olomoucké univerzity
Počátek knihovny olomoucké univerzity souvisí se vznikem jezuitské koleje v Olomouci v roce 1566, která se v roce 1573 se stala akademií rovnocennou západoevropským univerzitám té doby. Zpočátku byla budována především knižními fundacemi a dary kanovníků, olomouckých biskupů, prelátů a zemských úředníků.
Knihovna přešla po zrušení Tovaryšstva Ježíšova v roce 1773 do správy státu a roku 1775 byla prohlášena veřejnou Univerzitní knihovnou. Následkem zrušení olomoucké univerzity v roce 1860 se knihovna osamostatnila.

### Knihovny na Univerzitě Palackého v letech 1946–1989
Olomoucká univerzita byla obnovena zákonem č. 36/1946 Sb. pod názvem Univerzita Palackého v Olomouci. Původní univerzitní knihovna se stala samostatným subjektem s názvem Univerzitní knihovna – současná Vědecká knihovna v Olomouci. Na UP také začaly postupně vznikat odborné knihovny na fakultách a katedrách.
Ústřední knihovna Lékařské fakulty (LF) zahájila svůj provoz již v roce 1946 na Lidické třídě 8. Zakrátko se stala druhou největší lékařskou knihovnou v Československu. V roce 1947 se přestěhovala na Fierlingerovu třídu 10 a od roku 1962 sídlila v nové budově Teoretických ústavů v areálu Fakultní nemocnice.
Na Filozofické fakultě (FF) byly v letech 1947–1948 zakládány ústavy, které si budovaly vlastní specializované knihovny. Největší knihovnu měl Ústav pro slovanskou filologii na Křížkovského 10. V roce 1959 vzniklo Knihovní středisko FF ve Wurmově 7, které bylo roku 1981 nahrazeno Ústřední knihovnou FF se studovnou na Křížkovského 10.
V roce 1959 vznikla Ústřední knihovna Pedagogického institutu v Olomouci. Po zániku institutu se v rámci UP v roce 1964 konstituovala Pedagogická fakulta (PdF) a s ní i Ústřední knihovna PdF na Purkrabské 2.
Knihovní středisko Přírodovědecké fakulty (PřF) vzniklo po zrušení vysoké školy pedagogické v roce 1959. Knihovny přírodovědných oborů byly budovány při pracovištích tzv. biennia přírodních věd, spojeného s PdF. Středisko bylo v roce 1967 nahrazeno Ústřední knihovnou PřF, která sídlila na Gottwaldově 15.
Knihovna Ústavu marxismu-leninismu na Křížkovského 12 byla založena v roce 1970. Neměla samostatnou studovnu a studijní literatura byla v případě potřeby zařazována do studoven jednotlivých fakult.

### Knihovna Univerzity Palackého po roce 1989

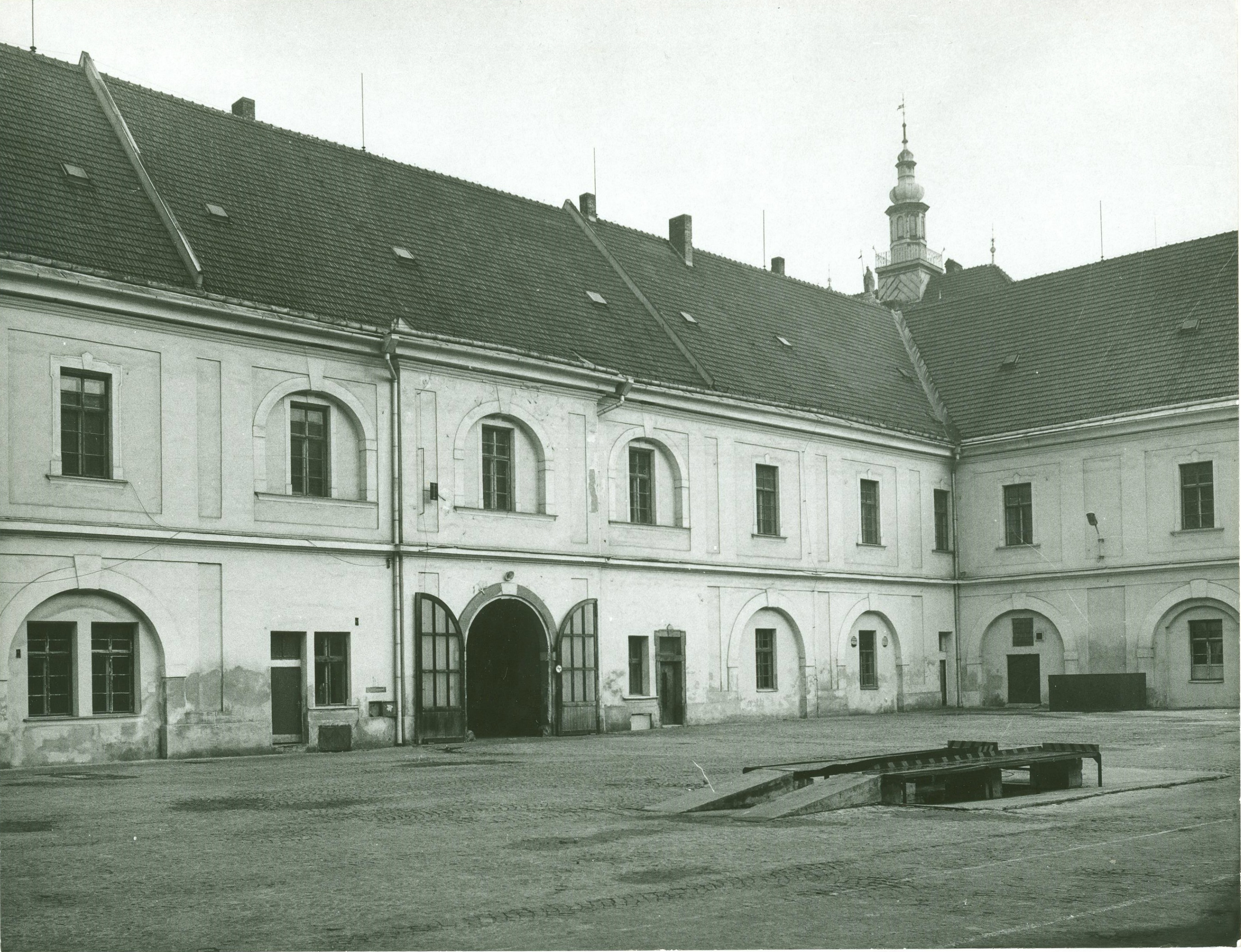
Budova bývalé tereziánské zbrojnice v roce 1991.

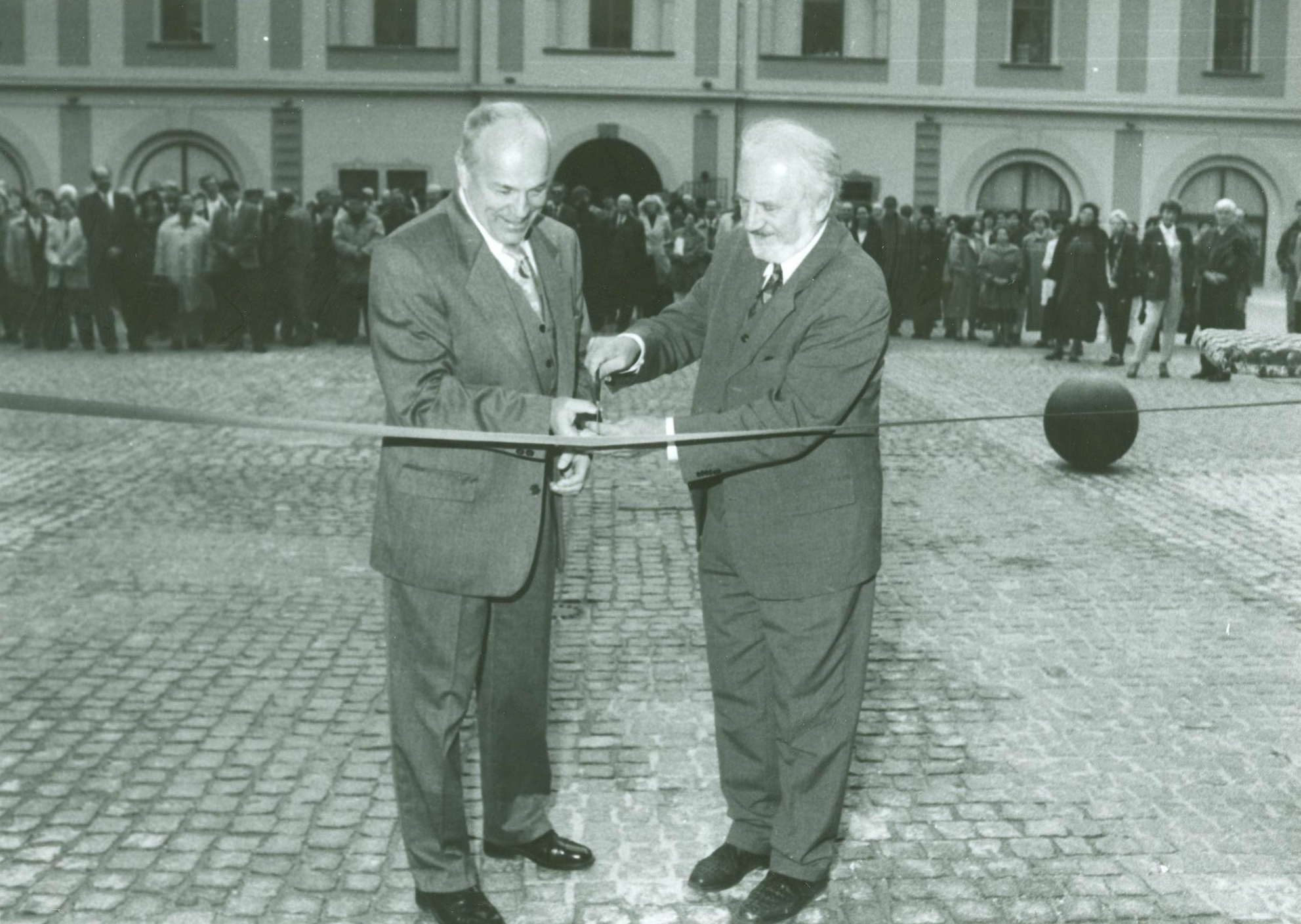
Rektor Lubomír Dvořák a profesor Josef Jařab při slavnostním otevření Informačního centra UP.

V roce 1991 získala UP budovu bývalé dělostřelecké tereziánské zbrojnice (čp. 842) na Biskupské náměstí 1. Objekt musel být rekonstruován a počítalo se s ním pro Informační centrum (IC) UP, ustanovené v roce 1991. Toto univerzitní zařízení zahrnovalo Knihovnu, Centrum výpočetní techniky, Audiovizuální centrum a Vydavatelství. Ředitelem IC UP se stal PhDr. Rostislav Hladký.
Univerzitě velmi chyběla centrální knihovna, neboť v roce 1991 vzniklá Knihovna Univerzity Palackého byla tvořena pouze informačními středisky (IS) na fakultách. V devadesátých letech to byly: IS Cyrilometodějské teologické fakulty (CMTF), IS Fakulty tělesné kultury (FTK), IS Filozofické fakulty (FF), IS Lékařské fakulty (LF), IS Pedagogické fakulty (PdF), IS Přírodovědecké fakulty (PřF) a IS Právnické fakulty (PF). Bez centralizace byly služby knihovny roztříštěné a nekonzistentní, knihovnické práce byly vykonávány multiplikovaně. Proto byla na začátku roku 1997 v částečně zrekonstruované budově bývalé tereziánské zbrojnice uvedena do provozu nová Ústřední knihovna.
Zrušena byla IS na FF a PdF a jejich fond byl umístěn do Ústřední knihovny UP. Uvnitř KUP došlo k velkým přesunům pracovníků a knihovna získala vlastní vedení. Ředitelkou se stala RNDr. Danuše Lošťáková. Ve stejném roce byl implementován automatizovaný knihovní systém TINLIB a v listopadu zahájena elektronická výpůjčka knih. V roce 1999 byla dokončena rekonstrukce tereziánské zbrojnice a v říjnu téhož roku došlo k slavnostnímu otevření Informačního centra Univerzity Palackého.
IS LF vystoupilo v roce 1998 ze svazku KUP a stalo se součástí Informačního centra LF. Knihovna matematických oborů v Olomouci-Hejčíně byla zprovozněna na počátku roku 1998 jako součást IS PřF, které se v roce 1999 přestěhovalo do nových prostor na tř. Svobody 26.
IS PF bylo po rozsáhlé rekonstrukci znovuotevřeno v roce 1999 na třídě 17. listopadu 6.

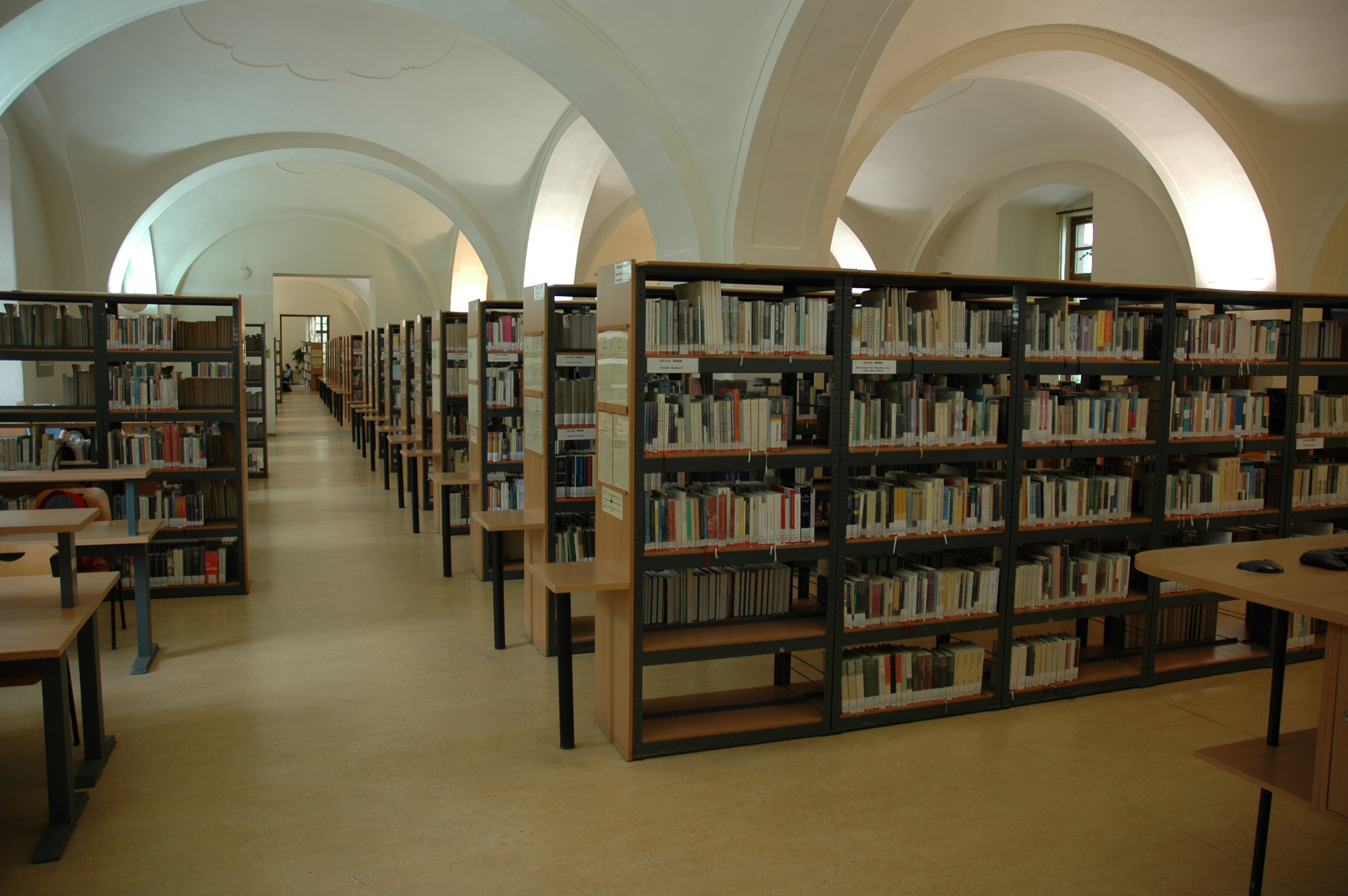
Studovna ve Zbrojnici.

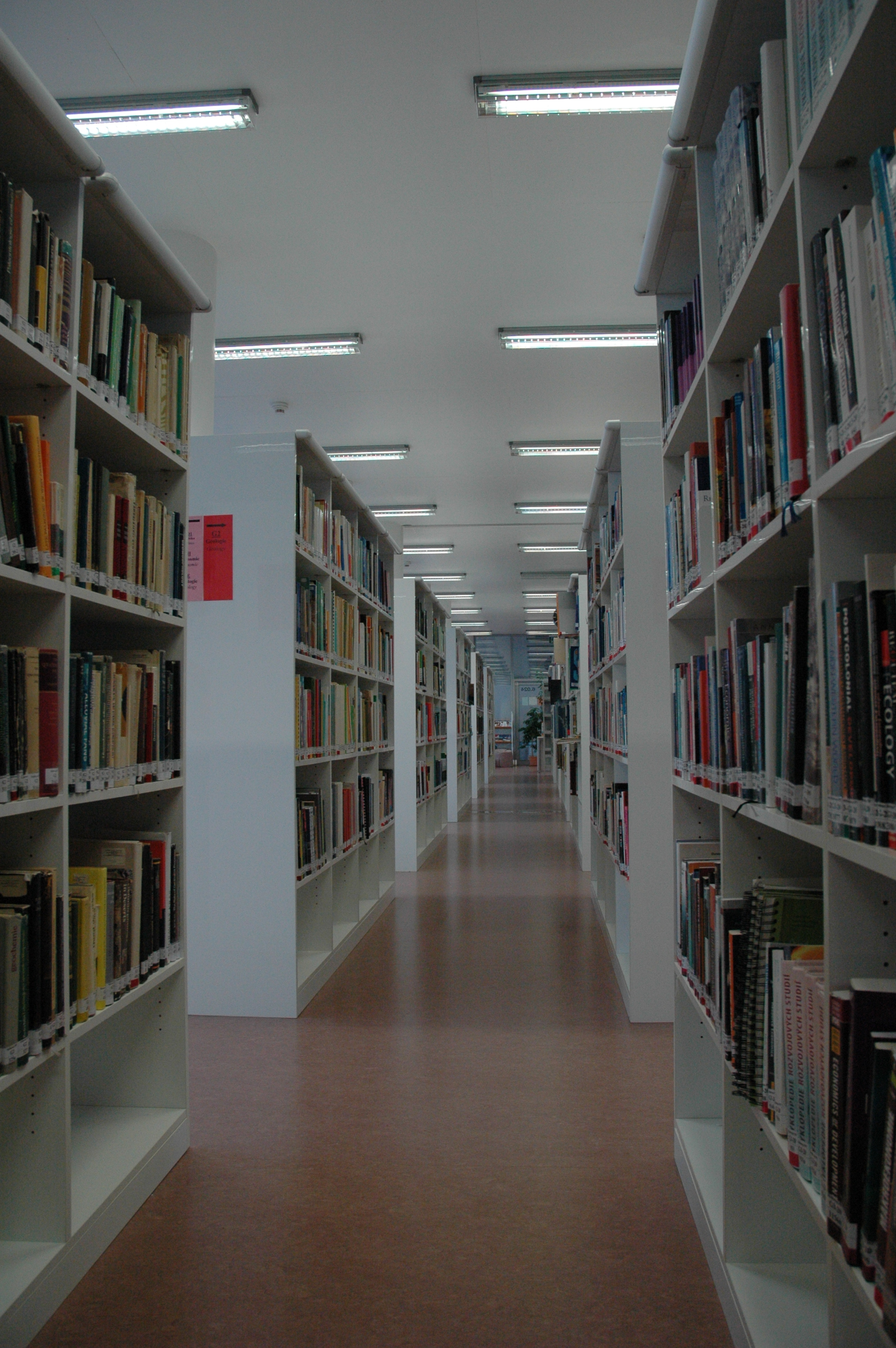
Knihovna Přírodovědecké fakulty Univerzity Palackého.

V rámci nově přijaté Státní informační politiky ve vzdělávání byl od roku 2000 kladen velký důraz na využívání elektronických informačních zdrojů a KUP získala řadu významných databází.
Součástí IS PF se v roce 2001 stalo Evropské dokumentační středisko. V roce 2002 bylo do KUP začleněno Britské centrum (BC), které vzniklo v roce 1991 a sídlilo na Křížkovského 14. IS FTK se přestěhovalo do nové dostavby na budově děkanátu FTK na třídě Míru 117.
KUP byla podle nového knihovního zákona v roce 2002 zaregistrována na Ministerstvu kultury České republiky jako specializovaná knihovna. Stala se rovněž součástí Asociace knihoven vysokých škol. V letech 2004 a 2005 obdržela KUP knihy z pozůstalosti Pavla Tigrida.
Po osmi letech se Informační centrum LF v roce 2006 stalo opět součástí KUP pod názvem IS LF. Téhož roku vznikla v areálu Biocentra PřF UP v Holici Knihovna biologických oborů, a to spojením knihoven katedry botaniky a katedry biochemie. Následně byla tato pobočka IS PřF v roce 2008 přestěhována do nových prostor v rámci areálu Šlechtitelů 27.
K významné změně došlo v roce 2007. Zaniklo IC UP a KUP se osamostatnila. Zároveň se změnily názvy informačních středisek fakult na oborové knihovny a došlo k přestěhování Oborové knihovny CMTF na Univerzitní 22. Závěr desetiletí se nesl ve znamení elektronických služeb. V roce 2008 byl implementován nový knihovnický systém (Advanced Rapid Library - ARL - od firmy Cosmotron) a v knihovně na Zbrojnici bylo zavedeno bezdrátové internetové připojení.
Oborová knihovna PřF byla v roce 2009 přestěhována do novostavby na třídu 17. listopadu 12. Ve stejném roce byla KUP rozšířena o Oborovou knihovnu Fakulty zdravotnických věd (FZV).
Po roce 2010 si KUP založila profil na Facebooku a začala komunikovat se svými čtenáři také v prostředí sociálních sítí. V roce 2016 přibyl Instagram.

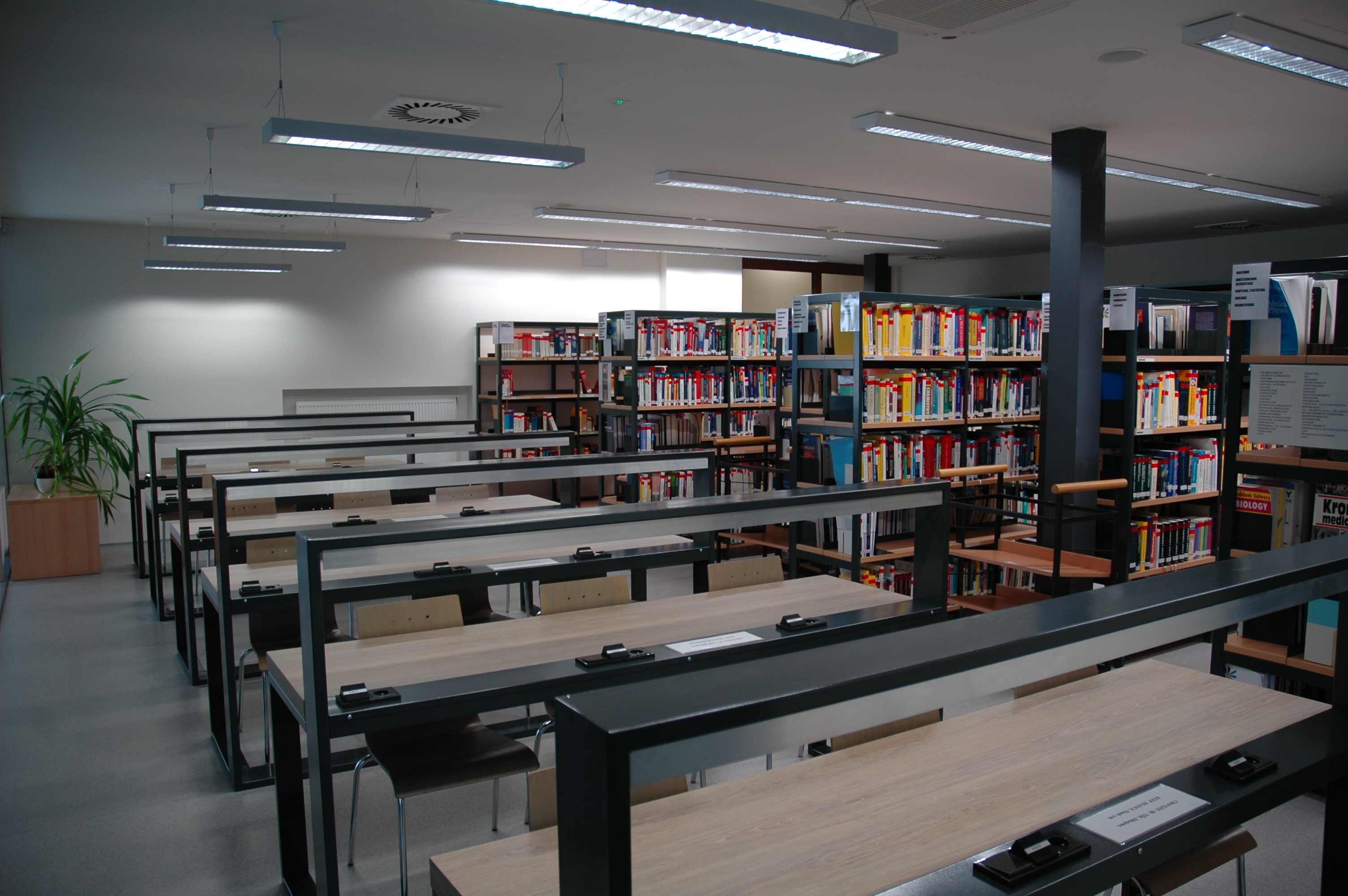
Knihovna Lékařské fakulty Univerzity Palackého

Britské centrum (BC) se v roce 2011 přestěhovalo do nových prostor na Křížkovského 8. Ke stěhování došlo kromě toho u Oborové knihovny Lékařské fakulty, která se v roce 2013 přesunula na nové Teoretické ústavy na ulici Hněvotínská 3.
Studovna na Pedagogické fakultě byla během rekonstrukce v roce 2012 zrušena. Fond byl následně přemístěn do Ústřední knihovny Univerzity Palackého.
Roku 2013 došlo v Ústřední knihovně Univerzity Palackého k slavnostnímu otevření noční studovny. V roce 2014 se ředitelkou Knihovny Univerzity Palackého stala Mgr. Helena Sedláčková. Ve stejném roce začala Knihovna Univerzity Palackého poskytovat výpůjční služby rovněž absolventům Univerzity Palackého v rámci programu Absolvent. Roku 2014 došlo také k implementaci open source systému VuFind, který umožnil budování souborného katalogu Knihovny Univerzity Palackého, Rakouské knihovny a Vlastivědného muzea. Posléze se k tomuto systému připojila Arcibiskupská knihovna Olomouc.
Na začátku roku 2015 se přesunula Oborová knihovna Fakulty zdravotnických věd do dostavby Teoretických ústavů, konkrétně do časopisecké studovny Oborové knihovny Lékařské fakulty. Téhož roku Knihovna Univerzity Palackého začala zajišťovat provoz Richterovy knihovny. V roce 2016 vyústila potřeba posílit vzdělávání v oblasti informační gramotnosti studentů a doktorandů UP do vzniku specializovaného oddělení pro informační vzdělávání. Po dvou letech provozu je noční studovna na Zbrojnici přístupná nepřetržitě, včetně víkendů, svátků, prázdnin apod.

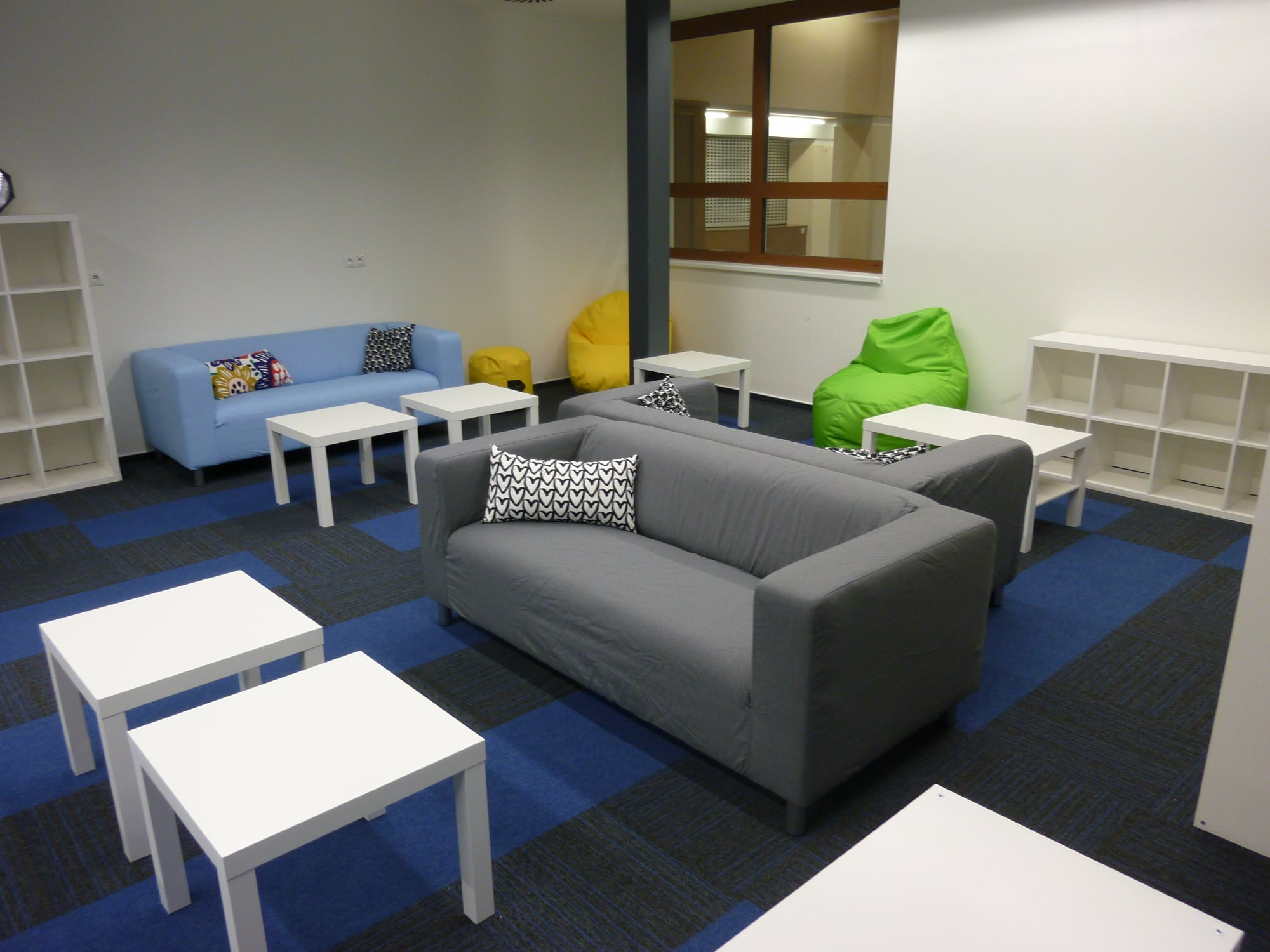
Relaxační koutek v prostorách časopisecké studovny Knihovny Lékařské fakulty

V roce 2018 se do Zbrojnice přestěhovalo Britské centrum (BC). EUA (European University Association) evaluace v roce 2019 vyhodnotila Knihovnu UP jako „very good library“. Časopisecká studovna na Zbrojnici byla rekonstruovaná na tzv. „common space“ (do Knihoven byly pořízeny nabíjecí kiosky, zakoupena nová výpočetní technika, tablety a notebooky, zrekonstruovány byly také studovny Nebelvír a Zmojizel). Byla zhotovená Virtuální prohlídka Zbrojnice ve 3D a umístění Knihovny UP na Mapy Google Street (později se připojila také Knihovna PřF, Knihovna CMTF a Knihovna LF).
Rok 2020 z důvodu pandemie covidu-19 zasáhl i KUP. Knihovna byla z důvodů vládních nařízení pro veřejnost zcela uzavřena a v průběhu roku se vystřídaly různé režimy – výpůjční okna, otevřeno s rozestupy a za použití roušek, otevřeno bez možnosti studia ve studovnách nebo bezkontaktní výpůjčky. Zaměstnanci KUP pracovali zejména online, po telefonu (zřízení horkých linek), na chatu, velkému náporu bylo vystaveno odd. BIS, které zajišťuje přístup do elektronických informačních zdrojů. Školení se transformovala do webinářů, BIS radilo jak pracovat s otevřeným fondem Národní digitální knihovny (NDK-COVID) nebo s knihovnami v prostředí Bookport, aby studium na UP nebylo narušeno. Oddělení informačního vzdělávání pak nabídlo studentům předmět "C" právě k problematice EIZ a práce s nimi. Podařilo se také navázat spolupráci s nově vzniklým centrem JBI při Pedagogické fakultě, které je zaměřeno na tvorbu systematických review. Knihovna rovněž nabídla své biblioboxy jako tzv. „rouškoboxy“, kde mohli lidé vhazovat roušky, ty byly pak předávány skautům, kteří je transportovali na místa, kde jich byl nedostatek. V Knihovně Lékařské fakulty je nově vytvořen relaxační koutek pro studenty. Knihovna Právnické fakulty se stěhuje a nově vzniklá knihovna je dedikována Miladě Horákové (otevření knihovny je spojeno s 30. výročím PF). V roce 2021 byly dokoupeny další biblioboxy a také špičkový skener BookEye 5. Z důvodů dalších vln onemocnění Covid-19 je KUP znovu v omezeném režimu a služby se přesouvají do online prostoru. Knihovna Lékařské fakulty a Knihovna Fakulty zdravotnických věd, které patří v roce 2021 k nejnavštěvovanějším pobočkám, prodlužují svou otevírací dobu (po-čt do 18:00) a ve Zbrojnici dochází k rekonstrukci sociálního zařízení. Od zimního semestru 2022 došlo ke sloučení knihovního fondu Knihovny Lékařské fakulty a Knihovny Fakulty zdravotnických věd. Z původního prostoru KFZV vznikla nová studovna s 30 místy ke studiu a kuchyňka pro studenty. Výpůjční a tiskové služby poskytuje KLF, pro studenty i akademiky FZV jsou stále poskytovány nádstavbové služby a vyčkává se na přidělení prostor pro oborovou knihovnu FZV po rekonstrukci budovy na Tř. Svobody 8.

## Struktura

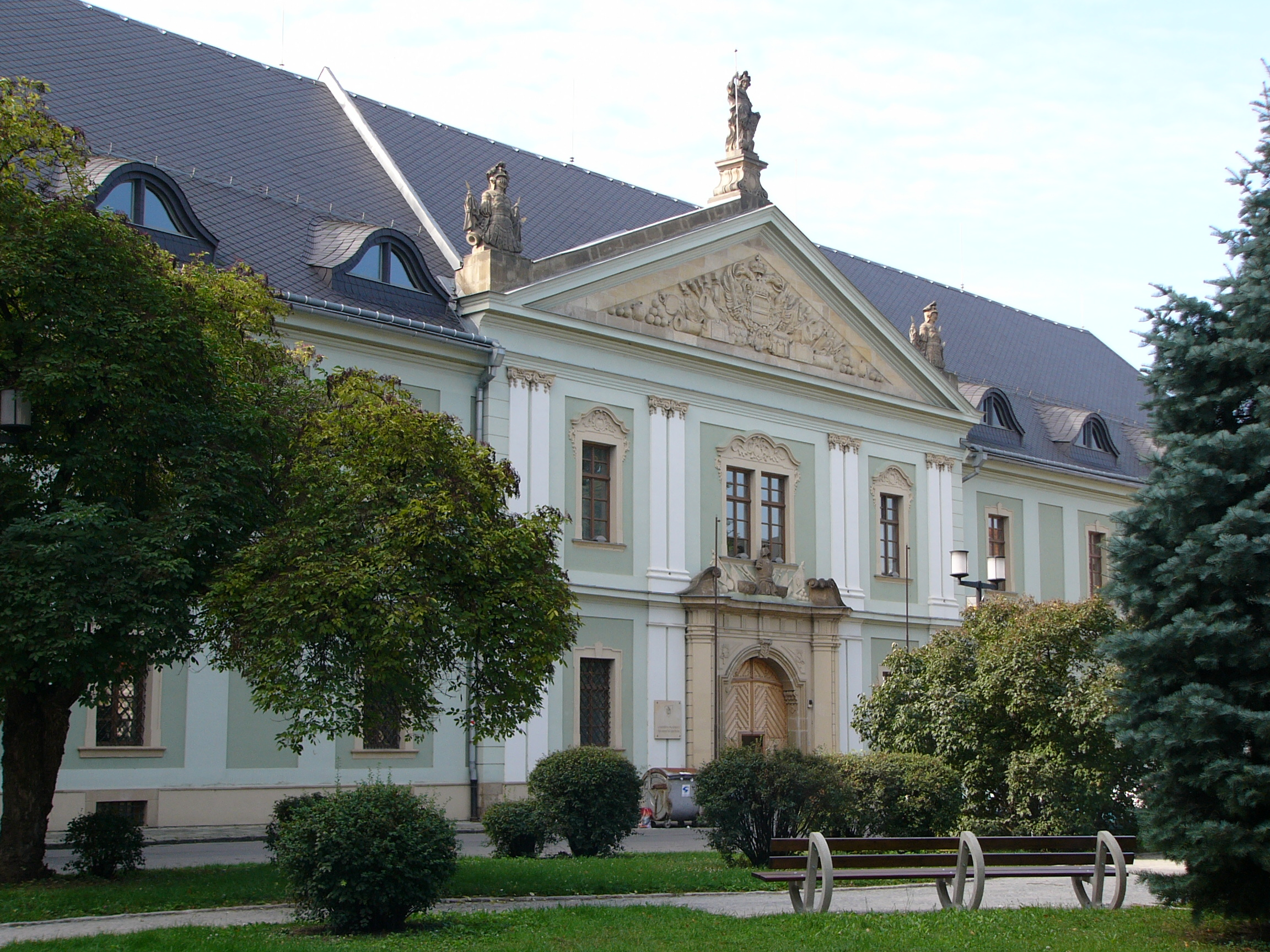
Budova bývalé tereziánské zbrojnice, kde sídlí Knihovna Univerzity Palackého.

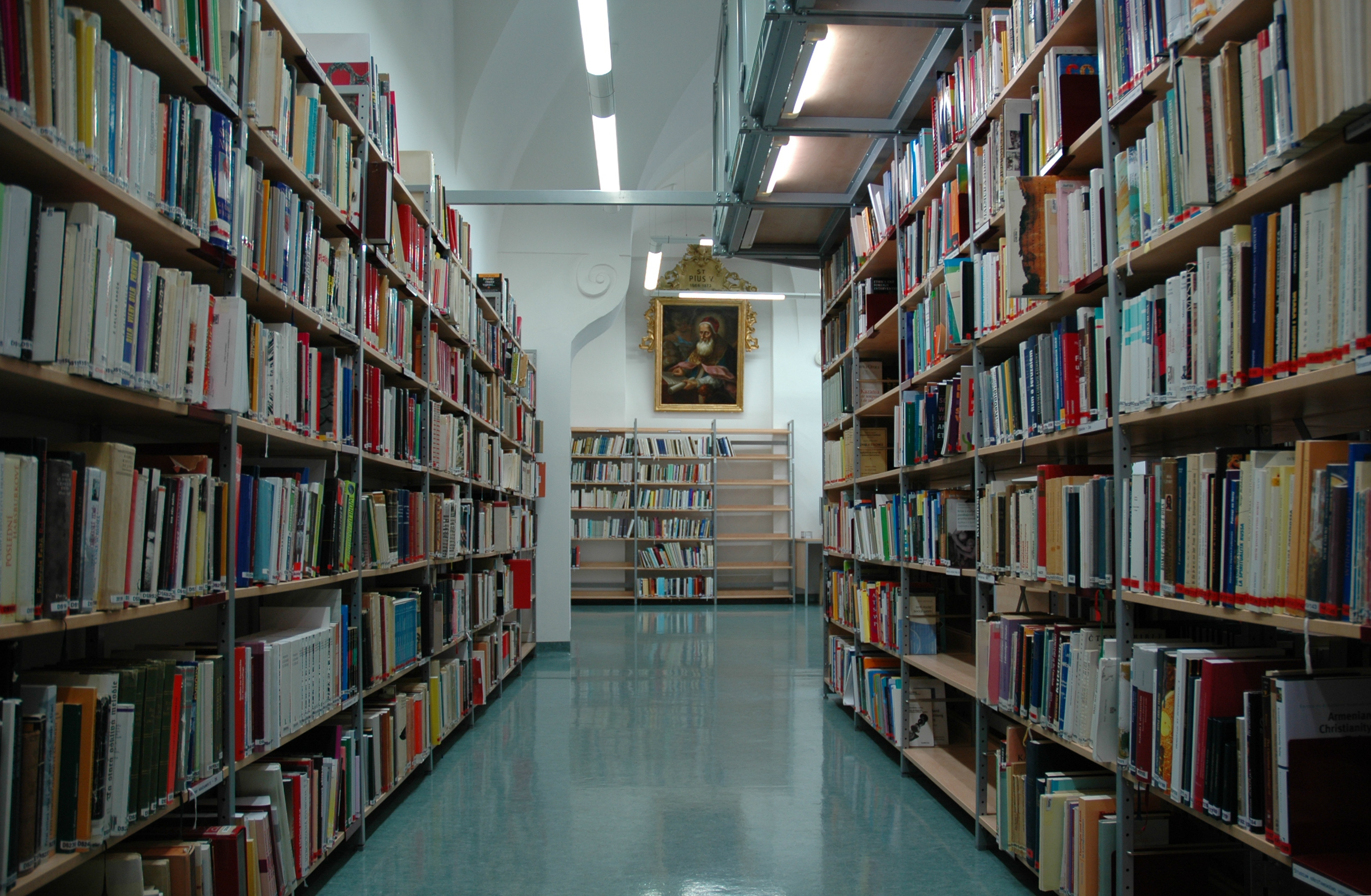
Knihovna Cyrilometodějské teologické fakulty.

### Ústředí
Ústředí Knihovny Univerzity Palackého zastřešuje její odborné činnosti těmito odděleními:
- akvizice
- služby
- katalogizace
- ředitelství

### Pobočky
Pobočky Knihovny Univerzity Palackého jsou následující:
- pobočka Zbrojnice
- pobočka Britské centrum
- pobočka Knihovna Lékařské fakulty
- pobočka Knihovna Fakulty zdravotnických věd
- pobočka Knihovna Fakulty tělesné kultury
- pobočka Knihovna Právnické fakulty
- pobočka Knihovna Přírodovědecké fakulty (pobočka na ulici 17. listopadu a pobočka na ulici Šlechtitelů 27 (biologické obory)
- pobočka Knihovna Cyrilometodějské teologické fakulty

## Služby
- Přístup na internet
- Wi-Fi připojení
- Licencované databáze
- Počítače k dispozici pro uživatele Knihovny Univerzity Palackého i možnost připojení vlastního zařízení
- Vypůjčování a vracení dokumentů (odborná literatura, beletrie, denní tisk, časopisy, hudebniny, mapy, filmy na DVD, CD-ROMech (např. Academia Film Olomouc, výukové CD-ROMy, slovníky, příručky, elektronické knihy atd.)
- Nabíjecí kiosky, půjčování flashek, tabletů, notebooků a nabíječek
- Špuntomaty
- Prodlužování, rezervace knih, objednávání knih ze skladu
- Tisk, kopírování a knihovní výpůjční služba
- digitální piáno
- Bibliograficko-informační služby
- Informační vzdělávání studentů i akademických pracovníků
- Exkurze
- Hřiště na pétanque

## Aktivity

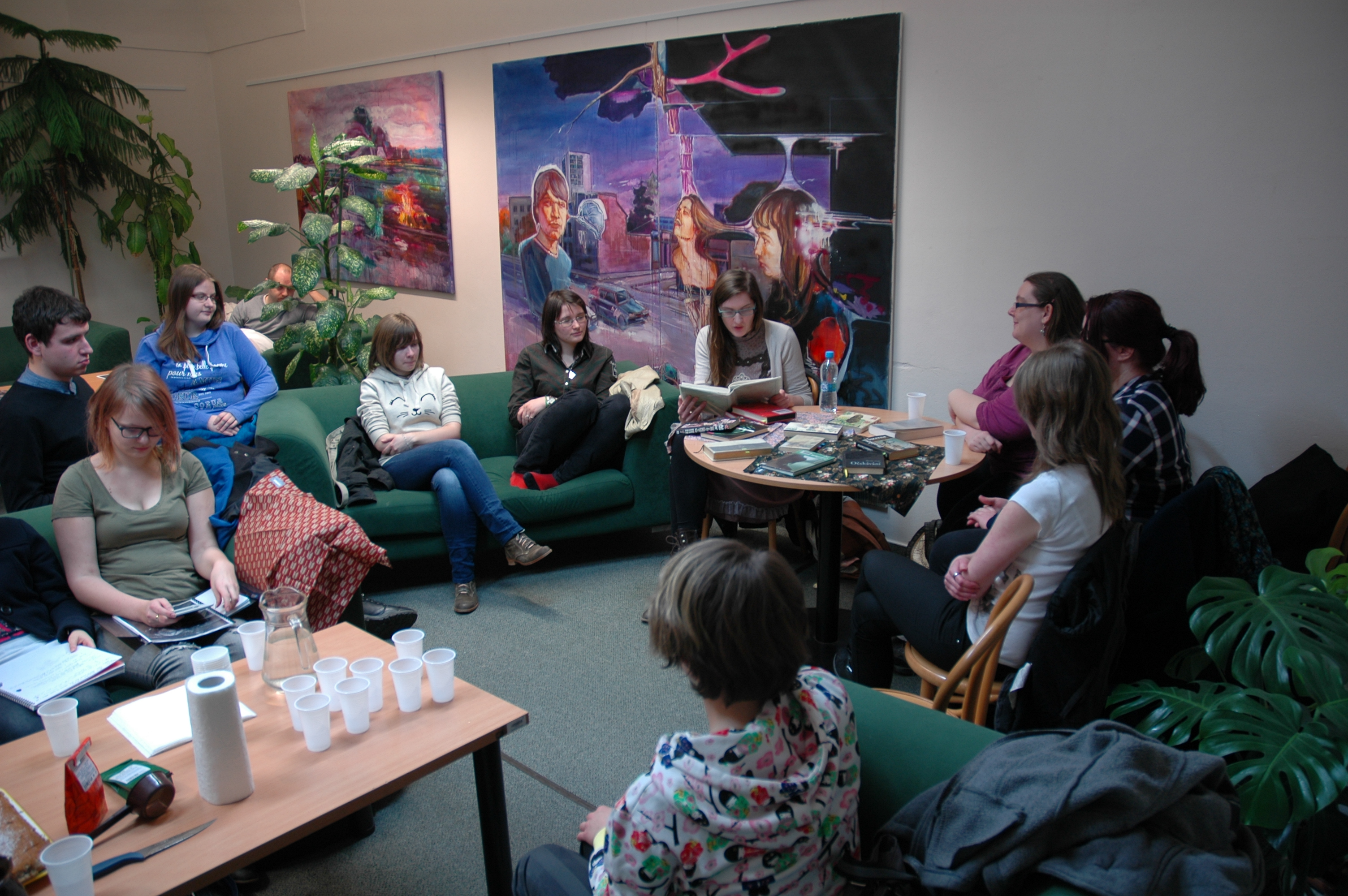
Japonský literární večer ve Zbrojnici v březnu 2016.

### Projekty a konference
V letech 2001, 2003, 2005, 2007 a 2009 uspořádala Knihovna Univerzity Palackého konferenci Knihovna a architektura.
Po roce 2000 se Knihovna Univerzity Palackého zapojila do několika významných projektů, které umožnily přístup do řady elektronických informačních zdrojů.
V letech 2004–2008 to byl program Ministerstva školství, mládeže a tělovýchovy „Informační infrastruktura výzkumu“. V roce 2009 byl vyhlášen program MŠMT „Informační zdroje pro výzkum“ (INFOZ) na léta 2009–2011 a Knihovna Univerzity Palackého se stala centrálním pracovištěm pro koordinaci přístupu k celostátním projektům na elektronické informační zdroje.
V letech 2012–2014 se Knihovna Univerzity Palackého zapojila do projektů POMEZÍ, Inteftek a došlo také k vybudování portálu EIZ. V roce 2013 se Knihovna Univerzity Palackého stala řešitelským pracovištěm projektu Operačního programu Výzkum a vývoj pro inovace „NATURA: vědecké informační zdroje přírodních věd“.
V průběhu roku 2015 byly řešeny projekty z programu MŠMT „Informace – základ výzkumu“ (program LR), jehož cílem je podporovat vývoj, experimentální vývoj a inovace v letech 2013–2017. Knihovna Univerzity Palackého se zapojila také do projektu Chinet a v roce 2016 do Programu na podporu terciárního vzdělávání na vysokých školách v Olomouckém kraji. V tomto období KUP na svých webových stránkách zpřístupnila Portál elektronických informačních zdrojů. UP se prostřednictvím KUP zapojila do projektu CzechElib, který bude na období 2018–2022 zajišťovat přístup do vybraných databází. Od roku 2023 se přístup do národního konsorcia nákupu EIZ řeší přes projekt NCIP VaVaI. Od roku 2017 KUP spolupracuje s projektem Obalkyknih.cz. KUP se podařilo zapojit do výuky s předmětem „Elektronické informační zdroje“ a „Elektronické informační zdroje pro doktorandy“ na Filozofické fakultě UP.
Ředitelka Mgr. Helena Sedláčková se v roce 2016 účastnila jako člen EASL (European Association of Sinological Librarians) 36. konference EASL v Zurychu, kde referovala o pokrocích spolupráce mezi Katedrou asijských studií (KAS) FF a KUP na vytvoření „Asian Library“. UP sama díky této skutečnosti sklidila od účastníků z univerzit, pod kterými asijské sbírky povětšině jsou, velké uznání.
V roce 2017 KUP spolupořádala s KAS FF 4denní 37th Annual Conference of European Association of Sinological Librarians a následně KUP pořádala 4denní 22. mezinárodní konferenci CASLIN 2017. V roce 2019 byla ředitelka knihovny Mgr. Helena Sedláčková zvolena do Výkonného výboru asociace VŠ knihoven ČR, čímž se podílí na celostátní strategii práce knihoven vysokých škol. Ve stejném roce se také ve spolupráci s Dr. M. Ruggierem podílí na vytvoření koncepce budoucí knihovny v Erbílu. Dochází rovněž k propagaci otevřeného přístupu a k zapojení knihovny do „OA Week“ (poprvé 21.- 27. 10. 2019), přičemž i z této akce se stane akce pravidelná (v rámci této aktivity vznikla i webová stránka Open Science, kde jsou shrnuty informace k problematice otevřeného přístupu). V roce 2021 s poprvé v KUP konají stáže pro katalogizátory pod křídly AKVŠ, které se pro svou oblibu několikrát opakují. V roce 2022 se KUP zapojila do projektu NCIP, který umožňuje centrální nákup databází pro roky 2023-2025/2027. KUP pořádala celostátní knihovnickou konferenci Bibliotheca Academica 2022 a participovala na projektu CRP - "Podpora blended learningu vysokoškolskými knihovnami (služby, zdroje, procesy)".

### Kulturní aktivity
Pro své uživatele Knihovna Univerzity Palackého organizuje řadu kulturních akcí: výstavy (mimo jiné Jindřich Štreit), večerní čtení, noci v knihovně, večery deskových her, besedy a přednášky významných osobností (mimo jiné Martin Hilský, Pavel Čech, Michal Sýkora). Od roku 2008 se Knihovna Univerzity Palackého pravidelně účastní Dnů evropského dědictví a od roku 2015 Olomoucké muzejní noci. Spolu s Vědeckou knihovnou a Městskou knihovnou se pak od roku 2017 spolupodílí na celostátní akci Noci literatury.
V roce 2016 byla ředitelka KUP Mgr. Helena Sedláčková pozvána do UPOINTu jako UPhost. V rozhovoru tak dostala významnou možnost prezentovat KUP a knihovnictví. KUP rozšířila svou propagaci o další sociální sít, o Instagram. V roce 2017 oslavila KUP 20. let ve Zbrojnici a královnou majálesu studenti zvolili ředitelku KUP Mgr. Helenu Sedláčkovou.. V roce 2018 se uskutečnil 1. ročník „Týden s EIZ aneb I love e-zdroje“. O této akci byl přednesen příspěvek na konferenci INFORUM v Praze a článek vyšel i ve sborníku. Pro velký úspěch se tato akce stala akcí každoroční  a v roce 2020 byla založena Facebooková skupina I LOVE E-ZDROJE UPOL. V roce 2019 se také KUP poprvé zapojila do akce „Vánoce pro všechny“. V roce 2020 se někteří zaměstnanci KUP zapojili v rámci Noci vědců do online čtení na téma „Člověk a robot“, v roce 2021 se pak zapojili ve stejném formátu na téma „Čas“. Od roku 2022 se v Britském centru konají pravidelně literární večery na různá témata (válečná literatura, dětská literatura, sci-fi a další) nebo setkání s překladateli.

### KUP v médiích
Výběrově: 
- Udělení Medaile Zdeňka Václava Tobolky ředitelce Knihovny Danuši Lošťákové za rok 2011
- Reportáž České televize o obrázkových stripech Knihy ve zkratce, 10. prosince 2011[99] (další info o stripech vyšlo také Mladé frontě (v r. 2011[100] a 2012[101]) nebo v časopise Čtenář v prosinci 2012[102])
- Reportáž České televize o otevření studovny, 21. května 2013[103]
- Reportáž Českého rozhlasu o Mystery shoppingu, 13. června 2013[104]
- UP host s ředitelkou knihovny Helenou Sedláčkovou, 29. března 2016[105]
- Information Commons – principy a prvky v českých knihovnách, článek v Knihovnické revue, 22. června 2018[106]

Po konkrétních letech:
2005
- Radio Praha – Olomoucká univerzita získala knihovnu Pavla Tigrida[107]

2010
- Čtenář: měsíčník pro knihovny – S pedagogy Univerzity Palackého o knihách jejich srdce[108]

2012
- DUHA – Možnosti využití e-knih v knihovnách[109]
- Elektronické knihy v českých knihovnách – Tvorba elektronických knih v knihovnách (kapitola Mgr. Antonína Pokorného z KUP)

2013
- Žurnál UP – Noční studovna spustila zkušební provoz[110]
- Žurnál UP – Amnestie: kdo vrátí knihu, ušetří pokutu[111]
- Žurnál UP – Knihovna může vybírat z 360 tisíc elektronických titulů[112]

2014
- Ikaros: elektronický časopis o informační společnosti – Noc v knihovně: Ostrov Zbrojnice[113]
- Čtenář: měsíčník pro knihovny – ROZHOVOR s Mgr. Helenou Sedláčkovou, ředitelkou Knihovny Univerzity Palackého v Olomouci[114]
- ITlib: informačné technologie a knižnice – Jak spravovat facebookovou stránku knihovny[115]
- Hanácký večerník – ředitelka Knihovny UP Sedláčková: Být knihovnicí? To je poslání[116]
- Žurnál UP – Ke společnému knihovnímu katalogu vedla finská inspirace[117]
- Žurnál UP – Nocí strávených ve studovně přibývá[118]
- Žurnál UP – Bibliobox - komfortní vracení knih[119]
- Žurnál UP – První Noc v knihovně předčila očekávání[120]
- Žurnál UP – Ředitelé knihoven se v Olomouci seznámili s informatickými systémy nové generace[121]
- Žurnál UP – Knihovna má za sebou první burzu skript a učebnic[122]
- Žurnál UP – Knihovna přitvrdí, chystá nulovou toleranci[123]

2015
- Žurnál UP – Studenti mohou i letos využít burzy skript a učebnic[124]

- Žurnál UP – Mezi knihami se vyspalo třicet studentů[125]

- Žurnál UP - Knihovna Fakulty zdravotnických věd se přestěhovala[126]
- Žurnál UP – Vědecké databáze budou pro akademiky přístupné do roku 2019[127]

2016
- Žurnál UP – Prázdninový režim Knihovny UP doprovodí kompletní revize knihovního fondu[128]
- UPhost – rozhovor s ředitelkou KUP[105]
- Newsfeed.cz – Knihovna UPOL: jsou placené příspěvky opravdu nutností?[129]

2017
- Žurnál UP – Univerzitní knihovna nabízí jedinečný přístup do objemných databází[130]
- Žurnál UP – Knihovna otevřela novou studovnu[131]
- Žurnál UP – Katedra dějin umění otevře novou odbornou knihovnu[132]
- Žurnál UP – Výsledky ankety naznačily rezervy ve využívání elektronických informačních zdrojů[133]
- Žurnál UP – Literární majáles tematicky korunuje ředitelku univerzitní knihovny[134]
- Žurnál UP – Letošnímu majálesu kraluje ředitelka Knihovny UP Helena Sedláčková[135]
- Žurnál UP – Univerzita Palackého je poprvé hostitelem knihovniocké konference CASLIN 2017[136]
- Žurnál UP – Ústřední knihovna UP ve Zbrojnici slaví dvacáté narozeniny[137]
- Žurnál UP – Na nádvoří Zbrojnice byla nově odhalena Lavička Václava Havla[138]

2018
- Žurnál UP – Knihovna rozšiřuje elektronické informační zdroje a zve na „Týden s EIZ“[139]
- Žurnál UP – Do univerzitní knihovny chodí stále více čtenářů[140]
- Sborník Inforum 2018 – Týden s elektronickými informačními zdroji - nový způsob propagace[141]
- Knihovna: knihovnická revue – Information Commons – principy a prvky v českých knihovnách[106]
- Lékařská knihovna: Časopis pro knihovny a informační střediska ve zdravotnictví – Týden s EIZ – nový způsob propagace v Knihovně Univerzity Palackého v Olomouci[142]

2019
- Žurnál UP – Helena Sedláčková: Do knihovny patří knihovník[143]
- Žurnál UP – Knihovny zvou na noc plnou literatury[144]
- Bibliotheca Academica 2019 – V knihovně jako doma aneb Common Learning Spaces v Knihovně UP[145]

2020
- Aktuálně.cz – České knihovny omezily kontakt, knihy do karantény posílají výjimečné[146]
- Žurnál UP – Knihovna UP ve Zbrojnici: pro knížky k výdejovému okýnku s bezpečným rozestupem[66]
- Žurnál UP – Knihovna UP jede naplno: horké linky a online režim[67]
- Žurnál UP – Knížky zase z okýnka[65]
- Žurnál UP – Knihovna Právnické fakulty změnila řazení knih na oborové[147]
- Žurnál UP – Knihovna právnické fakulty ponese jméno Milady Horákové, univerzita připravuje k výročí videoprojekci[148]

2021
- Žurnál UP – Knihovníci se nikdy nevzdávají, říká ředitelka Knihovny UP Helena Sedláčková[149]
- Žurnál UP – Za čtenáři do online prostoru. Univerzitní knihovníci inspirují čtením z knih[150]
- Žurnál UP – Právnická fakulta se rozrostla o nové centrální křídlo s Knihovnou Milady Horákové[151]
- Žurnál UP – Knihovna UP: Zamilujte si elektronické informační zdroje[152]
- Žurnál UP – Právnická fakulta vzpomínala, oceňovala a otevřela Knihovnu Milady Horákové[153]
- Žurnál UP – Jak a kde úspěšně publikovat? Aneb jak na predátory[154]
- Universitas: magazín vysokých škol – Anketa: Jak české univerzity lapají a odhánějí predátory[155]
- Bibliotheca Academica 2021 – Stáže pod křídly AKVŠ aneb ať žije katalogizace[156]

2022
- Zpráva UP – Knihovna UP pomáhá: ve Zbrojnici je nově „ukrajinská knihovna“[157]
- Žurnál UP – Může to být láska. Seznamte se s EIZ[158]
- Žurnál UP – První literární večer v Britském centru Knihovny UP[159]
- Zpráva UP – V Knihovně UP se setkají katalogizátoři z celé České republiky[160]
- Žurnál UP – Animovaná videa pomůžou s hledáním zdrojů, představují i služby univerzitní knihovny[161]
- Žurnál UP – Fond Knihovny FZV najdete od nového akademického roku v prostorách Knihovny LF[71]
- Žurnál UP – Univerzita Palackého přivítá vysokoškolské knihovníky z celé republiky[162]
- Bibliotheca Academica 2022 – Textová analýza závěrečných prací studentů UPOL jako zdroj pro akvizici[86]
- Žurnál UP – Britské centrum Knihovny UP chystá druhý literární večer. Tématem bude anglická literatura pro děti[163]

2023
- Žurnál UP – Řekli si „ano“ v knihovně ve Zbrojnici[164]
- Časopis Žurnál UP – Helena Sedláčková: Knihovna je místo setkávání[165]
- Žurnál UP – Knihovna zve na šestý ročník Týdne s elektronickými informačními zdroji[166]
- Žurnál UP – Stories Out of Space a třetí literární večer Britského centra Knihovny UP[167]
- Žurnál UP – Britské centrum Knihovny UP zve na besedu s překladatelkou Lucií Mikolajkovou[168]
- Žurnál UP – Jaro Varga: Jezuitští misionáři v kulisách současné univerzity[169]
- Konference Elektronické služby knihoven VII. – Zapojení umělé inteligence do procesů akvizice (přednáška Mgr. Antonína Pokorného z KUP)
- Žurnál UP – Nenechte si ujít večer slam poetry[170]
- Žurnál UP – Čtyřicet let žijí univerzitou, ale akademici to nejsou. Mezi prvními oceněnými je i manželský pár[171]

2024
- Žurnál UP – Jak správně citovat? Jak pracovat s AI? Knihovna UP připravila Týden s EIZ[172]
- Žurnál UP – Každé ráno na piáno[173]
- Žurnál UP – Nejpůčovanější knížhy[174]
- Žurnál UP – Ezdroje ve výuce. Webinář příkladů dobré praxe[175]
- Žurnál UP – Antikódy Václava Havla v knihovně ve Zbrojnici[176]

2025
- Žurnál UP – V Knihovně UP bude o své tvorbě mluvit Adéla Rosípalová[177]
- Žurnál UP – Člověk by měl umět odejít z vedoucí pozice včas, říká ředitelka Knihovny UP Helena Sedláčková[178]